# Bikini Kill
Bikini Kill es una banda de punk rock feminista estadounidense, formada por tres mujeres y un hombre y son clave fundacional del movimiento Riot Grrrl. Se originó en Olympia en 1989. Las letras de sus canciones son principalmente feministas con un fuerte componente de crítica social.

## Biografía
La fundación de Bikini Kill fue parcialmente impulsada por una tragedia ocurrida en Montreal, Canadá, en 1989. Un hombre armado entró a una sala de estudiantes, le pidió a los hombres que se fueran y disparó al resto de mujeres, asesinando a 14 personas. "Quiero gritar porque soy tan humana como cualquier hombre, pero no siempre me tratan como tal", Escribió Hanna en un número de la revista Bikini Kill.  Bikini Kill se forma en 1989, por las entonces estudiantes, Kathleen Hanna, Tobi Vail y Kathi Wilcox, iniciando una idea de crear una revista feminista con el nombre de "Bikini Kill" que terminó concretándose en una banda. Por consecuente, llaman al guitarrista Billy Boredom, para completar la formación.Comienzan su primer gira en junio de 1991. Posteriormente, realizó varias giras por Estados Unidos, Europa, Australia y Japón. Bikini Kill animaba a las mujeres a formar grupos como medio de resistencia cultural. Bikini Kill se inspiró en los conciertos de Babes in Toyland.
Se podría decir que el sencillo ”Smells Like Teen Spirit” de Nirvana se debe a Kathleen Hanna, pues fue ella quien inspiró el título a Kurt Cobain, cuando Dave Grohl trajo a Kathleen y a su amiga Tobi Vail, Más tarde esa noche, muy borrachos, regresaron al motel de Kurt y mientras él estaba durmiendo, Kathleen agarró un marcador y escribió: “Kurt smells like Teen Spirit” (Kurt huele a desodorante Teen Spirit) en toda la pared… Esto como referencia a Tobi Vail, baterista de Bikini Kill, con quien Kurt solía salir y que usaba el desodorante de Teen Spirit, el cual era bastante famoso en esos días y que además, según Kathleen, había sido como la esencia con la que Tobi había marcado a Kurt. . Fue esta situación la que creó uno de los sencillos más famosos de la historia de la música en general y del rock alternativo en particular.
El grupo se caracterizó por su potencia y agresividad al tocar, formando parte del inicio de un movimiento denominado Riot Grrrl, llevando bien de frente el tema feminista. Por ejemplo, en sus presentaciones permitían que alguna mujer del público tomara el micrófono y comentara sobre el abuso sexual (o de otro tipo) que ha recibido. 
Después de casi más de 8 años de vida, la banda finalmente se disolvió en 1998, producto de un agotamiento por las giras y la falta de comunicación entre los miembros

## Integrantes
- Kathleen Hanna - voz, bajo
- Kathi Wilcox - bajo, batería, guitarra
- Tobi Vail - batería, voz
- Billy Karren - guitarra, bajo

## Discografía

### Álbumes
- Revolution Girl Style Now! self released cassette (1991)
- Bikini Kill EP on Kill Rock Stars (1991)
- Yeah Yeah Yeah Yeah split LP with Huggy Bear on Catcall Records in the UK, Kill Rock Stars in the US (1993)
- Pussy Whipped LP on Kill Rock Stars (1994)
- Reject All American LP on Kill Rock Stars (1996)

### Singles
- New Radio/Rebel Girl 7" single on Kill Rock Stars (1993)
- The Anti-Pleasure Dissertation Single on Kill Rock Stars (1994)
- I Like Fucking/I Hate Danger 7" single on Kill Rock Stars (1995)

### Compilaciones
- Kill Rock Stars on Kill Rock Stars LP/CD (1991)
- Throw: The YoYo Studio Compilation on YoYo Records (1991)
- "Daddy's Li'l Girl" on Give Me Back LP Ebullition Records (1991)
- "Suck My Left One" on There's A Dyke In The Pit, Outpunk Records (1992)
- Bikini Kill:The Singles (1998)